# Ollekebolleke (kinderversje)
Het rijmpje Olleke bolleke rubisolleke is een kinderversje met een nonsenstekst. Het kan worden gebruikt als aftelrijmpje, of met een spelletje waarbij vuisten worden gestapeld.

## Oudste vindplaatsen van het liedje
De oudste vindplaatsen met dit liedje in de Nederlandse Liederenbank van het Meertens Instituut zijn verschillende handschriftencollecties van rond 1900.
De handschriftencollectie van het Bureau van het Nederlandse Volkseigen (datering 1900-1930) vermeldt als incipit: 'Olleke, bolleke, hiepsasolleke'. Als toelichting wordt gegeven dat het gaat om een aftelversje. De Handschriftencollectie volks- en kinderliederen van Nynke van Hichtum (verzameld in de periode 1904-1938) bevat negen varianten, waaronder: 'Elderde, belderde, sikkerde, selderde'; en 'Olleke bolleke riebeke solleke'. Bij alle versies wordt het rijmpje bestempeld als aftellen.
De collectie Donders, van 1923, geeft maar liefst 29 treffers van dit liedje, met onder andere de beginregels: 'Olleke bolleke, knevels holleke'; 'Olke, bolke, rube solke'; en 'Upke dupke paardekupke'.
Het eerste liedboekje dat dit rijmpje heeft opgenomen, is Kinderspelen uit Vlaamsch België, verzameld door de westvlaamsche onderwijzersbond (deel 2, 1905). Zij geven onder het kopje 'Aftelwijzen. Aftelliekens. Aftelrijmen. Aftelrijmkens' twee varianten van het rijmpje: 'Holleke / Bolleke' en 'Hólleke, / bólleke'.

### Ouderdom liedje
Dat de oudste vindplaatsen teruggaan tot rond 1900, wil niet zeggen dat het liedje uit deze periode stamt. In de negentiende eeuw werden, onder invloed van de Romantiek, veel volksliedjes (waaronder traditionele kinderliedjes) verzameld en uitgegeven. Het liedje kan echter veel ouder zijn en in de orale traditie lange tijd zijn doorgegeven, voordat het voor het eerst werd opgetekend.

## Tekst
Volksliedjes (waaronder traditionele kinderliedjes) kennen, door hun mondelijke overlevering, vaak vele (regionale) varianten in zowel tekst als melodie. De hedendaagse tekst van het versje gaat gewoonlijk als volgt (zie varianten onder deze liedtekst).
Olleke bolleke
Rubisolleke
Olleke bolleke
Knol!

### Varianten
Zoals gebruikelijk bij volksliedjes, bestaat er een groot aantal tekstvarianten van dit versje.
Vooral r. 2 kan sterk variëren, bijvoorbeeld: rebusolleke, rubisolleke, ruben solleke, riebeke solleke, kriebele solke, rubesholleke, remisolleke, riebesolleke, enzovoort.

## Versies in andere talen
Het Limburgs dialect kent de variant 'Öpke, döpke, reubesöpke (knolrapensoep), öpke, döpke, knal!'
In het Afrikaans bestaat de volgende versie: 'Olke Bolke Riebeeck stolke, olke bolke knor!'.
In het destijds Pommers sprekende Parsęta-gebied luidde het: üüpje, büübje, Rüüpjetåhl. üüpje, büübje, Knull. Zippe de bibbe de Boneka, zippe de bibbe de Bull. (De /j/ staat voor de IPA-klank [ç]).

## Spelletje
Het rijmpje kan worden gebruikt als aftelversje. Het merendeel van de treffers in de Nederlandse liederenbank geeft aan dat het om een aftelrijmpje ging. Slechts één treffer (van de 63) geeft als toelichting: 'vuisten'.
Een gebruikelijk spelletje bij het versje gaat als volgt: bij het opzeggen van het rijmpje zetten twee of meer personen (onder wie meestal één volwassene) hun vuisten om en om op elkaar. Bij het laatst woord, "Knol!", valt de vuistentoren onder groot gelach in elkaar.
Er is een variant met een vervolgstrofe. Na "knol" verstoppen de deelnemers de vuisten achter de rug en roepen:
al wie hand
of tand
laat zien:
Wordt gebeten of genepen.
Men moet dus zijn lach inhouden en zijn handen achter de rug houden. Wie het eerst daarin faalt, wordt gebeten of genepen.

## Rijmpaar in 16e-eeuws gedicht
In het gedicht Van het schoon Mammeken van Lucas de Heere uit 1565 komen de volgende regels voor:
Rood criexkin (zeghic) med zijn clein olleken
Vp een effen rond yuoore bolleken
Oftewel:
Rood kersje (zeg ik) met zijn klein holletje
Op een effen rond ivoren bolletje
Er is geen enkele aanwijzing dat het rijmpaar in dit gedicht verband houdt met het kinderversje.

## Ollekebolleke als dichtvorm
Het ollekebolleke is ook de naam van een versvorm die in 1974 in het Nederlands taalgebied werd geïntroduceerd door Drs. P, terzijde gestaan door Ivo de Wijs en Pieter Nieuwint.

## In populaire cultuur

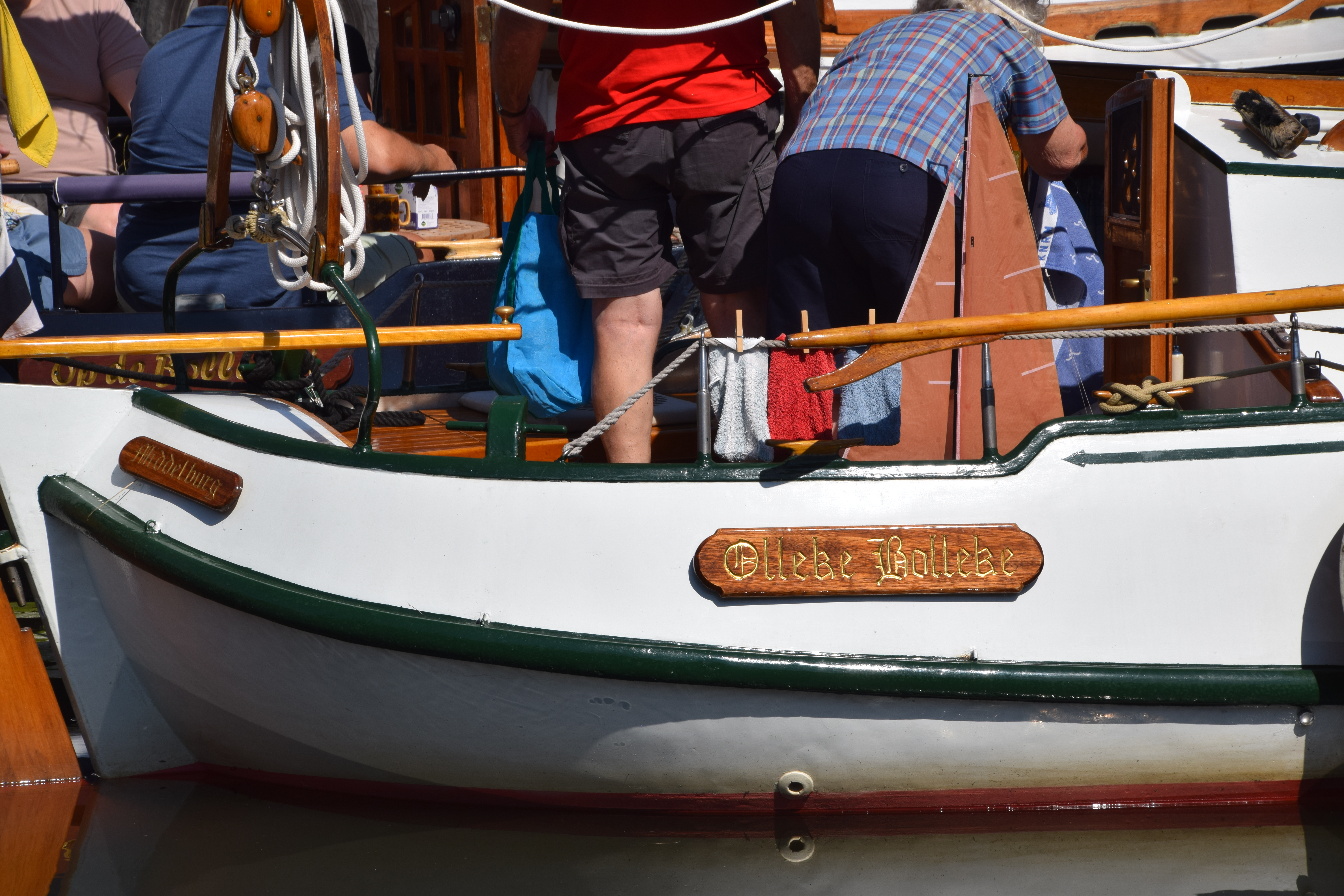
Er is ook een Enkhuizer bol naar genoemd.

- In 1972 nam Vader Abraham het nummer Olleke Bolleke op.
- Ook De Strangers schreven een nummer dat Olleken Bolleken heet.
- In het lied Juffrouw Toos van het One Two Trio verwijst tekstschrijver Peter Koelewijn eveneens naar 'Olleke Bolleke'.
- Zowel Olleke Bolleke als Rebusolleke zijn populaire namen voor kinderdagverblijven en peuterspeelzalen.